# Testiranje na covid-19
Laboratorijsko testiranje respiratorne koronavirusne bolezni covid-19 in s tem povezanega virusa SARS-CoV-2 uporablja po eni strani metode, ki zaznajo prisotnost virusa, po drugi strani pa metode, ki zaznajo protitelesa, s katerimi se imunski sistem brani pred okužbo. Detekcija protiteles (serologija) se lahko uporablja tako za klinične namene kot za nadzor nad zdravjem prebivalstva.
Zaradi omejenih možnosti za testiranje marca 2020 nobena od prizadetih držav ni imela zanesljivih podatkov o razširjenosti virusa v svoji populaciji. Ta spremenljivost seveda vpliva tudi na prijavljene stopnje smrtnosti.

## Metode testiranja
| Država ali področje                 | Testi   | Pozitivni | Z dne  | Testi / mil. ljudi | Pozitivni / 1,000 testov | Sklic                       |
| ----------------------------------- | ------- | --------- | ------ | ------------------ | ------------------------ | --------------------------- |
| Armenija                            | 1.580   | 265       | 25 mar | 535                | 168                      | [ 2 ]                       |
| Avstralija                          | 169,084 | 2,432     | 25 mar | 6.591              | 14                       | [ 3 ]                       |
| Avstrija                            | 32,407  | 5,282     | 25 mar | 3.640              | 163                      | [ 4 ]                       |
| Bahrain                             | 25,169  | 211       | 23 mar | 16.037             | 8,4                      | [ 5 ]                       |
| Belorusija                          | 23,000  | 86        | 25 mar | 2.423              | 3,7                      | [ 6 ]                       |
| Belgija                             | 18,360  | 1,486     | 18 mar | 1.594              | 81                       | [ 7 ] [ 8 ]                 |
| Bolivija                            | 191     | 15        | 19 mar | 17                 | 79                       | [ 9 ]                       |
| Bosna in Hercegovina                | 1,133   | 171       | 25 mar | 329                | 151                      | [ 10 ] [ 11 ] [ 12 ]        |
| Brazilija                           | 45,708  | 428       | 18 mar | 218                | 9,4                      | [ 13 ]                      |
| Kanada                              | 142,154 | 3,367     | 25 mar | 3.751              | 24                       | [ 14 ]                      |
| Kanada: Alberta                     | 35,089  | 419       | 25 mar | 7.951              | 11,9                     | [ 15 ]                      |
| Kanada: Britanska Kolumbija         | 31,739  | 659       | 25 mar | 6.210              | 21                       | [ 16 ]                      |
| Kanada: Manitoba                    | 3,534   | 17        | 19 mar | 2.565              | 4,8                      | [ 17 ]                      |
| Kanada: New Brunswick               | 1550    | 26        | 25 mar | 1.987              | 50                       | [ 18 ]                      |
| Kanada: Nova Funlandija in Labrador | 791     | 4         | 20 mar | 1.517              | 5,1                      | [ 19 ]                      |
| Kanada: Severozahodni teritoriji    | 299     | 1         | 21 mar | 6.659              | 3,3                      | [ 20 ]                      |
| Kanada: Nova Škotska                | 2,349   | 41        | 23 mar | 2.403              | 17                       | [ 21 ]                      |
| Kanada: Ontario                     | 35,635  | 667       | 25 mar | 2.422              | 33                       | [ 22 ]                      |
| Kanada: PEI - Otok princa Edvarda   | 167     | 2         | 20 mar | 1.056              | 12                       | [ 23 ]                      |
| Kanada: Quebec                      | 27,973  | 1,339     | 25 mar | 3.276              | 48                       | [ 24 ]                      |
| Kanada: Saskatchewan                | 3,093   | 26        | 20 mar | 2.617              | 8,4                      | [ 25 ]                      |
| Kanada: Jukon                       | 398     |           | 19 mar | 9.689              |                          | [ 26 ]                      |
| Čile                                | 7,542   | 922       | 24 mar | 395                | 122                      | [ 27 ]                      |
| Kitajska: Guangdong                 | 320,000 |           | 20 feb | 2,820              | 1.4                      | [ 28 ]                      |
| Kolumbija                           | 7,618   | 378       | 25 mar | 158                | 50                       | [ 29 ]                      |
| Kostarika                           | 1,159   | 113       | 20 mar | 232                | 97                       | [ 30 ]                      |
| Hrvaška                             | 3,159   | 382       | 24 mar | 775                | 121                      | [ 31 ]                      |
| Češka                               | 26,698  | 1,775     | 26 mar | 2.507              | 66                       | [ 32 ]                      |
| Danska                              | 19,115  | 2,014     | 26 mar | 3.224              | 105                      | [ 33 ]                      |
| Ekvador                             | 4,081   | 1,173     | 25 mar | 239                | 287                      | [ 34 ]                      |
| Estonija                            | 4,809   | 404       | 26 mar | 3.620              | 84                       | [ 35 ]                      |
| Finska                              | 10,000  | 626       | 22 mar | 1.808              | 63                       | [ 36 ] [ 37 ]               |
| Francija                            | 101,046 | 20,068    | 24 mar | 1.508              | 199                      | [ 38 ]                      |
| Grenada                             | 18      | 0         | 19 mar | 162                | 0                        | [ 39 ]                      |
| Madžarska                           | 6,817   | 226       | 25 mar | 698                | 33                       | [ 40 ]                      |
| Iceland                             | 10,658  | 648       | 24 mar | 29.259             | 61                       | [ 41 ]                      |
| Indija                              | 25,144  | 581       | 25 mar | 19                 | 23                       | [ 42 ]                      |
| Indonezija                          | 3,332   | 790       | 25 mar | 12,4               | 237                      | [ 43 ]                      |
| Iran                                | 80,000  | 21,638    | 22 mar | 962                | 270                      | [ 44 ]                      |
| Irska                               | 6,636   | 292       | 17 mar | 1.394              | 44                       | [ 45 ]                      |
| Israel                              | 32,346  | 2,030     | 25 mar | 3.525              | 63                       | [ 46 ]                      |
| Italija                             | 324,445 | 74,386    | 25 mar | 5.379              | 229                      | [ 47 ]                      |
| Italija:Emilia-Romagna              | 38,045  | 10,054    | 25 mar | 8.531              | 264                      | [ 47 ]                      |
| Italija:Ligurija                    | 6,602   | 2,305     | 25 mar | 4.258              | 349                      | [ 47 ]                      |
| Italija:Lombardija                  | 81,666  | 32,346    | 25 mar | 8.117              | 396                      | [ 47 ]                      |
| Italija:Marche                      | 7,896   | 2,934     | 25 mar | 5.177              | 372                      | [ 47 ]                      |
| Italija:Piedmont                    | 16,655  | 6,024     | 25 mar | 3.823              | 362                      | [ 47 ]                      |
| Italija:Toskana                     | 17,868  | 2,972     | 25 mar | 4.791              | 166                      | [ 47 ]                      |
| Italija:Furlanija-Julijska Krajina  | 70,877  | 6,442     | 25 mar | 14.447             | 91                       | [ 47 ]                      |
| Japonska                            | 24,430  | 1,128     | 24 mar | 194                | 46                       | [ 48 ]                      |
| Japonska:Tokio                      | 2,087   | 212       | 24 mar | 150                | 102                      | [ 49 ]                      |
| Kazahstan                           | 5,093   |           | 13 mar | 276                |                          | [ 50 ] [ 51 ]               |
| Latvija                             | 9,796   | 221       | 25 mar | 5.102              | 23                       | [ 52 ]                      |
| Litva                               | 4,320   | 290       | 26 mar | 1.546              | 67                       | [ 53 ]                      |
| Malezija                            | 20,861  | 1,796     | 25 mar | 637                | 86                       | [ 54 ]                      |
| Malta                               | 3,391   | 110       | 24 mar | 6.871              | 32                       | [ 55 ]                      |
| Mehika                              | 2,232   | 367       | 24 mar | 18                 | 164                      | [ 56 ]                      |
| Nepal                               | 687     | 3         | 25 mar | 24                 | 4,4                      | [ 57 ]                      |
| Nizozemska                          | 6,000   |           | 7 mar  | 344                |                          | [ 58 ]                      |
| Nova Zelandija                      | 12,683  | 262       | 26 mar | 2.551              | 21                       | [ 59 ] [ 60 ]               |
| Norveška                            | 73,089  | 2,566     | 25 mar | 13.617             | 40                       | [ 61 ]                      |
| Pakistan                            | 6,123   | 991       | 25 mar | 29                 | 162                      | [ 62 ]                      |
| Palestina                           | 2,519   |           | 16 mar | 499                |                          | [ 63 ]                      |
| Panama                              | 3,690   | 443       | 25 mar | 883                | 120                      | [ 64 ]                      |
| Peru                                | 7,013   | 416       | 25 mar | 214                | 59                       | [ 65 ]                      |
| Filipini                            | 1,959   | 636       | 25 mar | 19                 | 325                      | [ 66 ]                      |
| Poland                              | 26,244  | 957       | 25 mar | 684                | 36                       | [ 67 ]                      |
| Portugalska                         | 21,155  | 2,995     | 23 mar | 2.059              | 140                      | [ 68 ]                      |
| Romunija                            | 14,466  | 906       | 25 mar | 746                | 63                       | [ 69 ]                      |
| Rusija                              | 192,824 | 658       | 25 mar | 1.314              | 3,4                      | [ 70 ] [ 71 ]               |
| Srbija                              | 916     | 316       | 24 mar | 132                | 345                      | [ 72 ]                      |
| Singapur                            | 39,000  | 558       | 25 mar | 6.838              | 14                       | [ 73 ]                      |
| Slovaška                            | 4,416   | 216       | 24 mar | 810                | 49                       | [ 74 ]                      |
| Slovenija                           | 16,113  | 526       | 24 mar | 7.695              | 33                       | [ 75 ]                      |
| Južna Afrika                        | 7,425   | 240       | 21 mar | 126                | 32                       | [ 76 ]                      |
| Južna Koreja                        | 364,942 | 9,241     | 26 mar | 7.058              | 25                       | [ 77 ]                      |
| Španija                             | 355,000 | 24,926    | 21 mar | 7.596              | 70                       | [ 78 ] [ 79 ]               |
| Sweden                              | 24,500  | 2,510     | 25 mar | 2.859              | 102                      | [ 80 ]                      |
| Switzerland                         | 50,000  | 7,014     | 21 mar | 5.834              | 140                      | [ 81 ]                      |
| Taiwan                              | 27,532  | 235       | 25 mar | 1.158              | 8,5                      | [ 82 ]                      |
| Tajska                              | 13,077  | 934       | 25 mar | 188                | 71                       | [ 83 ]                      |
| Turčija                             | 33,004  | 2,433     | 25 mar | 397                | 74                       | [ 84 ] [ 85 ] [ 86 ] [ 87 ] |
| Ukrajina                            | 941     | 113       | 24 mar | 22                 | 120                      | [ 88 ]                      |
| United Arab Emirates                | 125,000 | 140       | 16 mar | 13.022             | 1,1                      | [ 89 ] [ 90 ]               |
| Velika Britanija                    | 90,436  | 8,077     | 24 mar | 1.339              | 89                       | [ 91 ]                      |
| ZDA (neuradni podatki)              | 472,820 | 65,497    | 25 mar | 1.440              | 136                      | [ 92 ]                      |
| ZDA: Kalifornija                    | 66,876  | 2,535     | 25 mar | 1.693              | 38                       | [ 93 ]                      |
| ZDA: New York                       | 103,479 | 30,811    | 25 mar | 5.319              | 298                      | [ 94 ]                      |
| ZDA: Washington                     | 33,933  | 2,221     | 23 mar | 4.456              | 65                       | [ 95 ]                      |
| Urugvaj                             | 1,538   | 189       | 24 mar | 443                | 123                      | [ 96 ]                      |
| Vietnam                             | 30,548  | 141       | 25 mar | 315                | 4,6                      | [ 97 ]                      |

### Detekcija virusa
Z verižno reakcijo s polimerazo za reverzno transkripcijo v realnem času (rRT-PCR) se lahko test opravi na dihalnih vzorcih dihal, dobljenih na različne načine, tako z nazofaringealnim brisom ali iz vzorca izpljunka. Rezultati so običajno na voljo v nekaj urah do dveh dneh. Molekularne metode uporabljajo verižno reakcijo s polimerazo (PCR) skupaj s preskusi nukleinske kisline in drugimi naprednimi analitičnimi tehnikami, s katerimi se v realnem času za diagnostične namene dokaže prisotnost genetskega materiala virusa. 
En prvih testov PCR so razvili v Charité vBerlinu januarja 2020; uporablja verižno reakcijo s polimerazo za povratno transkripcijo v realnem času (rRT-PCR), na njem temelji tudi 250.000 naprav, ki jih daje na voljo Svetovna zdravstvena organizacija (WHO).
Južnokorejsko podjetje Kogenebiotech je 28. januarja 2020 obvestilo javnost, da je razvilo  za klinične potrebe aparat  kompleta za odkrivanje SARS-CoV-2 na osnovi PCR ( PowerChek Coronavirus). Osredotoča se na gen "E", ki je svojski vsem beta koronavirusom, in na gen RdRp, ki je značilen za SARS-CoV-2. Druga podjetja so ravno tako javila testne  pripomočke za ta namen, na primer Solgent in Seegene, ki sta februarja 2020 objavila različice kompletov za kliniko po imenu DiaPlexQ in Allplex 2019-nCoV Assay .
Na Kitajskem je bila BGI Group eno prvih podjetij, ki je od kitajske nacionalne uprave za medicinske izdelke dobilo začasno dovoljenje za komplet za odkrivanje SARS-CoV-2 na temelju PCR.
Centri za nadzor in preprečevanje bolezni v ZDA nudijo laboratorijem diagnostični test CDC 2019-Novel Coronavirus (2019-nCoV) na osnovi rT-PCR v realnem času Eden od treh genetskih testov v starejših različicah kompletov je zaradi okvarjenih reagentov dajal nezanesljive rezultate in zaradi tega zadrege in zamud v CDC v Atlanti; v februarju 2020 so zaradi tega dnevno lahko obdelali manj kot 100 vzorcev. Preizkusi z dvema komponentama niso bili zanesljivi, tako da je šele 28. februarja 2020 Uprava za hrano in zdravila (FDA) na osnovi zakonodaje  državnim in lokalnim laboratorijem na osnovi zakonodaje za izjemne razmere dovolila. Test je odobrila.
Ameriški komercialni laboratoriji so začeli testirati v začetku marca 2020. 5. marca 2020 je LabCorp sporočil, da ima na voljo testni komplet za covid-19 na temelju RT-PCR. Quest Diagnostics je podobno javil, da bodo od 9. marca 2020 dalje po vsej državi na voljo kompletni testi za covid-19. O omejitvah glede količin niso poročali; jemanje in obdelava vzorcev morata potekati v skladu z zahtevami CDC.
V Rusiji je test za covid-19 razvil in izdelal Državni raziskovalni center za viruse in biotehnologijo VECTOR 11. februarja 2020 je test registrirala zvezna služba za nadzor v zdravstvu.
12. marca 2020 so poročali, da je klinika Mayo razvila test za odkrivanje okužbe s covidom-19.
Podjetju Roche Diagnostics je 13. marca 2020 FDA odobrila test, ki ga za rezultate potrebuje 3,5 ur, tako da en sam stroj v 24 urah obdela približno 4.128 vzorcev.
FDA je 19. marca 2020 izdala dovoljenje za uporabo v sili (EUA) podjetju Abbott Laboratories za testiranje sistema Abbott m2000; pred tem je izdala podobna dovoljenja za Hologic, LabCorp in Thermo Fisher Scientific. 21. marca 2020 je Cepheid Inc podobno od FDA prejel EUA za test, ki traja približno 45 minut.
Na Tajvanu razvijajo test, ki uporablja monoklonsko protitelo, ki se specifično veže na nukleokapsidni protein (N protein) novega koronavirusa; upajo, da bodo rezultati na voljo v 15 do 20 minutah, tako kot pri hitrem testu na gripo.
| Država   | Ustanova                                                               | Genske tarče                                        |
| -------- | ---------------------------------------------------------------------- | --------------------------------------------------- |
| Kitajska | Kitajska CDC                                                           | ORF 1ab in nukleoprotein (N)                        |
| Nemčija  | Charité                                                                | RdRP, E, N                                          |
| Hongkong | HKU                                                                    | ORF1b-nsp14, N                                      |
| Japonska | Nacionalni inštitut za nalezljive bolezni, Oddelek za virusologijo III | Pancorona in več tarč, Konični protein ( Peplomer ) |
| Tajska   | Nacionalni inštitut za zdravje                                         | N                                                   |
| ZDA      | Ameriški CDC                                                           | Tri tarče v N genu                                  |
| Francija | Pasteurjev inštitut                                                    | Dve tarči v RdRP                                    |

### Zaznavanje protiteles
Del imunskega odziva na okužbo je tvorba protiteles, med drugim IgM in IgG. Ti proteini omogočajo odkriti  okužbe pri posameznikih in preveriti ali je  testirana oseba imuna..
Teste se lahko opravijo ali centralni laboratoriji  (Central Laboratories Testing - CLT) ali pa na mestu samem (Point-of-Care Testing - PoCT). Avtomatizirani sistemi visoke zmogljivosti  bodo v kliničnih laboratorijih zelo dobrodošli, vendar bo najprej morala steči njih proizvodnja. Za CLT se običajno uporablja en sam vzorec periferne krvi, četudi se za zasledovanje imunskega odziva lahko uporabljajo serijski vzorci. Za PoCT se običajno jemlje s punkcijo en sam vzorec krvi. Za razliko od PCR pred preizkusom ekstrakcija ni potrebna.
V ZDA bo PoCT morda na voljod o 30. marca.
9. marca 2020 so začeli razvijati krvni test za odkrivanje protiteles. Z njim bo mogoče ugotoviti, ali je bila oseba kdaj okužena,  deloval bo ne glede na to, ali je oseba razvila simptome. Upati je, da na osnovi protiteles IgG in IgG mogoče dobiti rezultate v 15 minutah.

### CT prsnega koša
Pregledi CT prsnega koša lahko včasih pomagajo prepoznati in opisati patologijo pljuč; pri okužbi s covidom-19 izvidi niso bili specifični. Sistematični pregled izvidov CT prsnega koša pri 919 bolnikih je značilne zgodnje znake covida-19 opisal kot bilateralne multilobarne zgostitve mlečnega stekla (GGO – Ground-Glass Opacification) s periferno ali posteriorno porazdelitvijo. Ena od raziskav je pokazala, da je občutljivost CT za okužbo s covidom-19 znašala 98 % v primerjavi z občutljivostjo za RT-PCR 71%; vendar gre za raziskavo v kitajski provinci Vuhan, ki je ni mogoče posplošiti. Najpogostejši izvidi CT preiskave so bili bilateralne zgostitve mlečnega stekla (neenotne ali difuzne)  s subpleuralno dominanco, "crazy paving" strukturo in konsolidacijo na kasnejših stopnjah. Te ugotovitve so nespecifične in jih najdemo tudi pri drugih vrstah pljučnice in drugih bolezni pljuč. Majhna raziskava je pokazala, da so kitajski radiologi z uporabo CT slikanja ugotovili občutljivost 72-94 % in diferenciacijo covida-19 od drugih vrst virusne pljučnice 24-94 %. Natančnosti in diskriminatorne vrednosti CT testa, ki bi razlikoval COVID od drugih virusnih pljučnic doslej nobena raziskava ni potrdila. Zato CDC od 5. marca dalje CT za začetni presejalni pregled ne priporoča. Osebe s sumom na COVID je treba testirati z rT-PCR, ki je najbolj specifičen test.
- Značilne slike CT
- CT slika v kasnem stadiju bolezni

## Pristopi k testiranju
Hongkong je vzpostavil shemo, po kateri lahko osumljeni bolniki ostanejo doma, "urgentni oddelek bo pacientu dal cevko za vzorec", bolnik pljune vanjo in jo pošlje nazaj, čez nekaj časa dobi rezultat testa.
Britanski NHS je sporočil, da bodo začeli testirati domnevne primere doma, kar zmanjšuje tveganje za širjenje infekcije.
Pri testiranju na covid-19 s testirano osebo v avtomobilu, zdravstveni delavec skozi odprto okno  vzame vzorec z ustreznimi varnostnimi ukrepi. Te vrste testi so Južni Koreji pomagali opraviti doslej najhitrejše in najobsežnejše testiranje katere koli države. Vprašanje je, v kolikšni meri je mogoče uspeh Južne Koreje ponoviti v drugje, v državah z manjšo gostoto prebivalstva, brez večje urbane koncentracije testiranih ose
V Nemčiji je Državno združenje zdravnikov v Obveznem zdravstvenem zavarovanju 2. marca sporočilo, da ima zmogljivost za približno 12.000 testov na dan v ambulantnem okolju, 10.700 jih je bilo storjenih teden pred tem. Stroške krije zdravstveno zavarovanje, če test naroči zdravnik. Po besedah predsednika Inštituta Roberta Kocha ima Nemčija skupno zmogljivost za 160.000 testov na teden. Od 19. marca so v večjih mestih ponudili teste iz avtomobilov.
V Izraelu so raziskovalci v bolnišnici Technion in Rambam razvili in preizkusili metodo za testiranje vzorcev anenkrat za 64 bolnikov; vzorci se združijo in nadaljnje testiranje se opravi le, če je združeni vzorec pozitiven.

## Proizvodnja in količina
Kitajska in ZDA sta imeli težave z zanesljivostjo testnih kompletov že v začetku izbruha,  nista bili sposobni zagotoviti komplete v količinah, ki bi zadovoljile povpraševanje in priporočila za testiranje zdravstvenih strokovnjakov (o podobnih težavah poročajo tudi v Avstraliji). Strokovnjaki menijo, da je Južna Koreja s široko razpoložljivostjo testiranja uspešno omejila širjenje novega koronavirusa. Južnokorejska vlada je več let razvijala zmogljivosti za testiranje, večinoma v laboratorijih zasebnega sektorja. 16. marca je Svetovna zdravstvena organizacija obvestila javnost, da so programi za testiranje najboljši način, kako upočasniti napredovanje pandemije covida-19.
"Treba je testirati, to je prioriteta. Težava je v tem, da bodo države z nizkimi dohodki verjetno prišle na vrsto v tretjem valu, po Kitajski, po Evropi. Dostop do testov bo problematičen," je menil Karl Blanchet, direktor Centra za izobraževanje in raziskave v humanitarni akciji. Medtem ko so bile številne bogatejše države trenutno osredotočene na svoje prebivalstvo in gospodarstvo, bi morala humanitarna skupnost misliti na to, kako svoje sile namesto v kampanje z eno samo temo preusmeriti v  krepitev svetovnih sistemov javnega zdravja.